# Indotritia tripartita
Indotritia tripartita är en kvalsterart som beskrevs av Wojciech Niedbała 1998. Indotritia tripartita ingår i släktet Indotritia och familjen Oribotritiidae. Inga underarter finns listade i Catalogue of Life.